# Bolivie aux Jeux olympiques d'été de 1964
La Bolivie participe aux Jeux olympiques d'été de 1936 qui se déroulent du 10 au 24 octobre 1936 à Tokyo au Japon. Il s'agit de sa deuxième participation à des Jeux d'été. La délégation bolivienne est représentée par un athlète en canoë-kayak, Fernando Inchauste. Il est également le porte-drapeau du pays lors des cérémonies d'ouverture et de clôture de ces Jeux qui ont lieu au sein du Stade olympique national.
La Bolivie fait partie des pays qui ne remportent pas de médaille au cours de cet évènement sportif.

## Canoë-Kayak
Hommes
| Athlète            | Épreuve    | Séries        | Séries | Repéchages    | Repéchages | Demi-finales | Demi-finales | Finale   | Finale |
| Athlète            | Épreuve    | Résultat      | Rang   | Résultat      | Rang       | Résultat     | Rang         | Résultat | Rang   |
| ------------------ | ---------- | ------------- | ------ | ------------- | ---------- | ------------ | ------------ | -------- | ------ |
| Fernando Inchauste | K1 - 1000m | 5 min 48 s 74 | 6e (R) | 6 min 07 s 70 | 3e (Q)     | NP           | NP           | NC       | NC     |